# Хілобоченко Самсон Григорович
Самсон Григорович Хілобоченко (27.06.1879 - 1920) - командувач Східного фронту Дієвої армії УНР.

## Життєпис
Напередодні Першої світової війни служив у Києві штабс-капітаном 168-го піхотного Миргородського полку. Станом на 1917 р. перебував у тому ж званні штабс-капітана.
З 18 липня 1917 р. — командир 2-го куреня 1-го Українського козацького полку ім. Б. Хмельницького.
З 20 грудня 1917 р. — начальник 1-ї Сердюцької дивізії військ  Центральної Ради. 
З початку січня 1918 р. — начальник штабу збройних сил Центральної Ради на Лівобережній Україні.
За часів Гетьманату  П. Скоропадського в українській армії не служив, був членом українського військового товариства “Батьківщина”. Брав активну участь у протигетьманському повстанні. 
З 10 (23) грудня 1918 — начальник Головного штабу Дієвої армії УНР. У газеті тоді писали:
Вчорашнім наказом головного отамана військ Укр. Нар. Респ. помішника начальника штабу головної команди військ Укр. Нар. Респ.. полковника Хілобоченка призначено начальником головного штабу.

Газета "Відродження" (Київ), № 218 від 11 (24) грудня 1918, стор. 3
 З 26 лютого 1919 р. до середини березня 1919 р. — командувач Східного фронту Дієвої армії УНР.
За інформацією одного із засновника Богданівського полку Лазуренка Степана Савича, яку він оприлюднив в громадсько-політичному і літературно-мистецькому тижневику «Тризуб» за 1963 рік, ч.24, Хілобоченко Самсон Григорович був заарештований більшовиками в Одесі весною 1920 р. й розстріляний.